# Echinogammarus finmarchicus
Echinogammarus finmarchicus är en kräftdjursart som först beskrevs av E. Dahl 1938.  Echinogammarus finmarchicus ingår i släktet Echinogammarus och familjen Gammaridae. Inga underarter finns listade i Catalogue of Life.